# ГАЕС Tiānhuāngpíng
ГАЕС Tiānhuāngpíng (天荒坪抽水蓄能电站) — гідроакумулювальна електростанція на сході Китаю у провінції Чжецзян. Використовує резервуари, створені у сточищі Daxi, одній із твірних річки Xitiao (біля Хучжоу впадає до озера Тайху).
Верхній резервуар створили на висотах лівобережжя Daxi за допомогою п'яти насипних споруд з асфальтобетонним ущільненням, найбільша з яких має висоту 72 метри та довжину 503 метри, тоді як висота інших не перевищує 9 метрів, а їх загальна довжина становить 822 метри. Разом вони утримують водосховище з об'ємом 8,9 млн м3 (корисний об'єм 8,3 млн м3), в якому відбувається коливання рівня між позначками 863 та 905,2 метра НРМ. При цьому можливо відзначити, що з протилежної сторони долини Daxi наразі споруджується верхній резервуар іншої гідроакумулювальної станції — Chánglóngshān.
Нижній резервуар розташовується на самій Daxi посередині між згаданими вище водоймами. Тут звели кам'яно-накидну греблю з бетонним облицюванням висотою 96 метрів та довжиною 230 метрів, яка утримує сховище з об'ємом 8,8 млн м3 (корисний об'єм 8,1 млн м3), в якому відбувається коливання рівня між позначками 295 та 344,5 метра НРМ (під час повені рівень може зростати до 348,3 метра НРМ).
Резервуари розташовані на відстані близько 0,9 км один від одного. Верхній із них з'єднаний з машинним залом за допомогою двох тунелів діаметром по 7 метрів, кожен з яких розгалужується на три патрубки діаметром по 3,2 метра. Нижню водойму сполучають із залом шість тунелів діаметром по 4,4 метра. Середня довжина траси між верхнім та нижнім резервуарами становить 1,4 км.
Машинний зал споруджений у підземному виконанні та має розміри 199х21 метр при висоті 48 метрів. Крім того, знадобилось окреме підземне приміщення для трансформаторного обладнання розмірами 181х18 метрів при висоті 24 метри.
Станцію обладнали шістьома оборотними турбінами типу Френсіс потужністю по 300 МВт, які використовують напір до 610 метрів та забезпечують виробництво 3014 млн кВт·год електроенергії при споживанні для зворотного закачування 4104 млн кВт·год.
Зв'язок із енергосистемою відбувається по ЛЕП, розрахованій на роботу під напругою 500 кВ.